# Siri Andersson-Palmestav
Siri Andersson-Palmestav, egentligen Sigrid Regina Palmestav, ogift Andersson, född 17 december 1903 i Gävle församling, Gävleborgs län, död 6 mars 2002 i Jönköpings Sofia församling, Jönköpings län, var en svensk missionär och författare.
Hon studerade vid Betelseminariet och Örebro missionsskola och gick sedan ut på fältet som missionär.

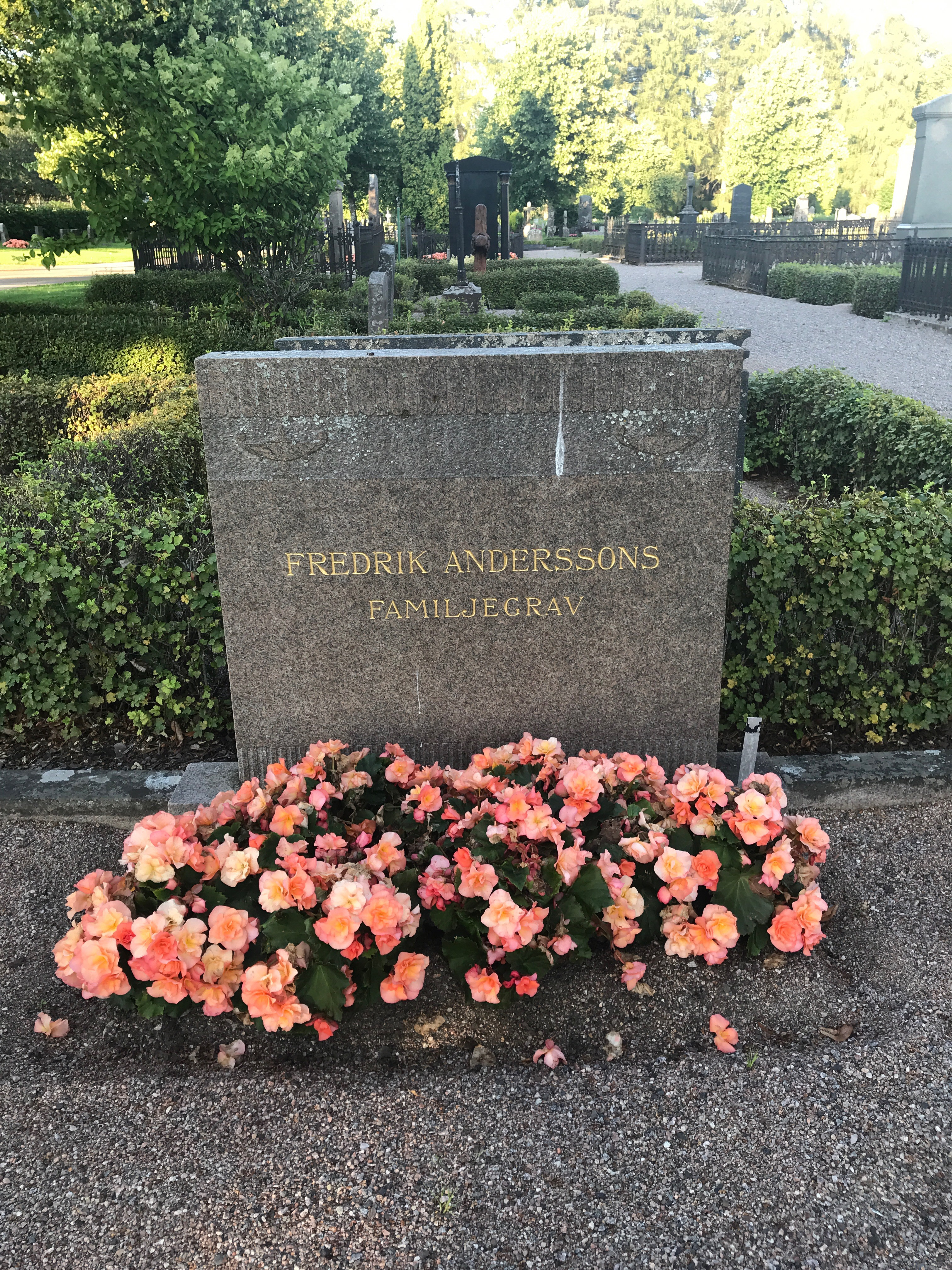
gravvård Gamla kyrkogården, Gävle

Siri Andersson-Palmestav gifte sig 1957 med Jakob Palmestav (1896–1981). Makarna är begravda på Gamla kyrkogården i Gävle.